# Морски звезди
 Тази статия е за животните от клас Asteroidea.  За клас Ophiuroidea вижте Змиевидни морски звезди.  
Морските звезди (Asteroidea) са клас месоядни безгръбначни животни от тип Бодлокожи (Echinodermata). Включва около 1500 съвременни вида, класифицирани в 7 разреда и съществува от преди около 480 милиона години.

Живеят до 35 години и се срещат по дъното на всички океани, от екватора до полярните области и от приливната зона до дълбочина 6000 m под морското равнище.

## Устройство
Размерът на морските звезди е от 13 до 24 см (4.7-– 9.4"). Състоят се от централен диск и лъчи (пипала). Повечето органи на животното се намират в пипалата му, а кожата му е твърда и обсипана с малки шипове. Морските животни нямат мозък и кръв.
Обикновено имат 5 лъча (заради което са оприличавани на класическа петолъчка), но понякога са повече или по-малко. В края на всеки лъч има червено петно, което е сетивен орган – чрез пипалата морските звезди осъществяват ориентация и навигация в пространството и по морското дъно, както и движението из тях.Придвижването става с множество миниатюрни вендузи, намиращи се по долната част на пипалата.

## Хранене и защита
Морската звезда е хищник. Тя първо се захваща към плячката си с малки пипалца, отравя я, след това от устата на коремчето излиза стомах и поглъща плячката.
Морските звезди живеят предимно по коралови рифове и се хранят с корали, с което могат да има опустошително влияние над популациите им. Друга храна на тези животни са: миди, планктон, стриди, охлюви, риби. Някои видове морски звезди ядат други морски звезди.
За защита от други животни морските звезди понякога се заравят в пясъка.Твърдата им кожа, покрита с шипове, също им помага да се защитават от хищници, но обикновено имат и камуфлажни цветове или предупредителна окраска. Живеещите по-дълбоко под водата са бледи, а тези, които живеят в по-горните пластове са – ярки и цветни.
Повечето видове също съдържат различни токсични химикали, включително особено неприятния на вкус сапонин, което ограничава интереса към месото им.
Сред по-известните видове е морската звезда трънен венец – с предупредителна окраска, шипове и множество пипала. Той е известен с щетите, които нанася на кораловите рифове. Много отровен е и за хората; при убождането с шип, за да инжектира отрова причинява силна болка.

## Размножаване
Тези животни са разделнополови, но е възможно мъжка морска звезда да се превърне в женска.
Във всяко пипало имат и полови органи. Женската изхвърля яйца, а мъжкият ги опложда. Излюпват се ларви, които обикновено отиват при възрастни морски звезди. Ларвите преминават през метаморфоза и се превръщат във възрастни морски звезди.
Друга възможност за размножаване на морската звезда е чрез регенерация. Ако морска звезда изгуби част от тялото си, например пипало, то отново пораства, а от отделената част е възможно да порасне нова морска звезда.